# Ferdinand Jumeau
Ferdinand Narcisse Jumeau est un homme politique français, né le 20 mars 1824 à Boisville-la-Saint-Père (Eure-et-Loir) au hameau de Quémonville et mort le 23 octobre 1885 à Nogent-le-Phaye (Eure-et-Loir).

## Biographie

### Famille et jeunesse
Fils de Jean Pierre Jumeau (1793-1854), cultivateur à Boisville-la-Saint-Père, à Réclainville, puis à Nogent-le-Phaye, et d'Angélique Hyppollite Honorée Fichot (1800-1880). Ceux-ci, alors demeurant à Moinville, commune de Réclainville, acquièrent en 1843 une ferme à Nogent-le-Phaye et 85 hectares.
Sa mère a pour sœur d'Aspasie Élisabeth Antoinette Judith Fichot (1799-1856), mariée avec Lubin Isambert (1796-1876), dont le frère aîné est le jurisconsulte et homme politique, fondateur de la Société française pour l'abolition de l'esclavage, François-André Isambert (1792-1857).
En 1835, il entre au collège de Chartres et y obtient les meilleurs prix : en 1837, il obtient le prix d'excellence et cinq prix ; en 1843, il reçoit notamment le prix d'honneur en dissertation française. Il poursuit ses études à Paris où il obtient une licence en droit, puis s'installe cultivateur à Nogent-le-Phaye, près de Chartres.

### Fondateur du journalL'Union Agricole
Attaché aux progrès de l'agriculture, il suit pendant plus de dix ans les conférences de Georges Ville au Jardin des Plantes de Paris et ses expériences à Vincennes sur les engrais chimiques et écrit de nombreux articles sur ce sujet.
Au début de l’année 1858, les principaux cultivateurs d’Eure-et-Loir, reconnaissant l’utilité d’un organe pour représenter et défendre les intérêts agricoles du pays, l'engagent vivement à entreprendre la création d'un journal. Ferdinand Jumeau, dont le Journal de Chartres venait de lui refuser la publication d'un article, accepte de se dévouer à cette entreprise, mais comme il n’habite pas à Chartres, mais à Nogent-le-Phaye, et que, dans tous les cas, il ne lui est pas possible de suffire seul à la tâche, il s’assure le concours d'Alphonse Coudray (1831-1886). Ce journal appelé L'Union Agricole, dont le premier numéro sort le 13 mai 1858, sera publié jusqu'en 1899 ; son tirage sera de 880 exemplaires en 1868, et, de 4 500 exemplaires en 1872.
De grandes personnalités d'Eure-et-Loir écrivent pour son journal : Paul Deschanel, Ferdinand Dugué, Émile Labiche, Pol Maunoury, Émile Millochau, Noël Parfait, Daniel Boutet, Gustave Isambert, Georges Fessard, l'abbé Calluet et Pierre Dreux-Linget.
C'est dans L'Union Agricole que Ferdinand Jumeau fait publier les lettres que son ami d'enfance, Narcisse-Anténor Leloup (1823-1869), dont il est le parrain de son fils, Charles Leloup (1858-1948), lui adresse de Nouvelle-Calédonie de 1863 à 1866 où il s'est installé en colon libre. Ces lettres qui ont été réunies dans un recueil publié en 2016 ont une valeur historique (création à l'initiative du gouverneur Charles Guillain d'une colonie agricole basée sur les idées de Claude Henri de Rouvroy, comte de Saint-Simon, témoignage très rare d'un colon de cette époque) et ethnographique.
En 1884, il s'y insurge contre le libre-échangisme imposé par le gouvernement aux agriculteurs français : "Pauvres villageois ! Les pays à blé ne peuvent soutenir la concurrence du blé américain ; la culture de la betterave périclite dans nos riches départements du Nord ; cette année-ci l'Allemagne a fabriqué 425 000 tonnes de sucre de plus que la France qui était naguère la première productrice de sucre du monde. (...) C'est une belle théorie que celle du libre-échangisme, c'est une forme de fraternité inscrite et prescrite dans l'Evangile ; mais pratiquer le libre-échangisme avec des nations voisines armées et outillées jusqu'aux dents, c'est un rôle de dupe. Français, nous sommes les dupes."

### Écrits

#### Articles
Admirateur de Montesquieu, Ferdinand Jumeau a écrit de nombreux articles, il est notamment l'auteur d'articles publiés dans des almanachs beaucerons (L'Astrologue de la Beauce et du Perche et celui du Glaneur), et en 1856 et 1857, dans « Le Journal de Chartres » sur la vaine pâture, les moutons en Beauce et la question de l'argent en agriculture.
Il est également l'auteur de l'article sur les animaux de basse-cour écrit à l'occasion du Concours Régional qui a eu lieu à Chartres du 1er au 10 mai 1869.
S'intéressant à l'histoire, il adhère en 1869 à la Société archéologique d'Eure-et-Loir.
Voici le début d'un de ses textes paru dans l'Almanach « L'Astrologue de la Beauce et du Perche » de 1857 :
« Paysan, fils et petit-fils de paysan comme vous, mes amis, dès l'école du village j'ai souvent entendu parler d'Alexandre, d’Hannibal, de César, d'Attila et de tant d'autres illustres tacticiens ; en sortant du collège je connaissais les champs où fut Troie, et les moindres détails du défilé des Thermopyles, mais je ne savais point les champs paternels, ni le ruisseau qui les arrose, encore moins, connaissais-je la vie des grands cultivateurs qui nous ont précédés, l'existence des nourrisseurs du genre humain !
Si Dieu me prête vie et courage je vous écrirai un jour l'histoire de l'agriculture française ; je vous dirai la vie active, infatigable, résignée de ses hommes modestes, que la fortune et les honneurs ne devaient jamais atteindre, qui ont versé leurs sueurs sur les sillons que vos charrues labourent aujourd'hui, et vous ont légué les fruits de leurs labeurs et de leur longue expérience. Cette tâche hélas ! sera bien difficile, car où trouver la trace de nos devanciers ? Pas même sur leurs tombeaux ! Ils n'en ont point, leurs noms écrits sur une croix de bois à l'ombre du clocher du village sont disparus et mêlés comme leurs poussières ! »

#### Pamphlet
Ferdinand Jumeau est l'auteur d'un pamphlet intitulé « Guerre 1870-1871 - Sur les causes de nos malheurs », qu'il publie en plusieurs parties dans L'Union Agricole avant de le faire éditer, dans lequel il indique ce qu'il pense être les causes de la défaite de 1870 : « La corruption partant d'en haut, les défaillances physiques et morales, le manque d'instruction de nos officiers et de nos soldats, les rouages brisés de la centralisation, l'incapacité et l'impuissance déplorables des intendances, l'absence relative de patriotisme dans la nation, le peu de foi dans le succès. » et où il demande l'instauration de la République, une école gratuite et obligatoire de 7 à 14 ans, un service militaire obligatoire de 20 à 21 ou 22 ans, le droit pour tout Français d'avoir chez lui des armes et la décentralisation.
Il y raconte cette anecdote : « Non loin de chez moi, un braconnier fieffé passait en police correctionnelle pour la dixième fois peut-être. Le Président le reconnaissant :
- C'est encore vous, un tel ! Quand cesserez-vous donc de prendre des cailles en temps prohibé par la Loi ? L'autre répond avec aplomb : - Lorsque vous cesserez de les manger, mon Président... ».

### Fonctions publiques

#### Membre du conseil général d'Eure-et-Loir
Républicain, il est élu en 1868 membre du conseil Général d'Eure-et-Loir dans le canton de Chartres-Sud.

#### Membre de la commission de contrôle des réclamations à la suite de l'occupation prussienne de 1870 et 1871
Le 25 avril 1871, il est nommé par le préfet d'Eure-et-Loir, membre, pour le canton de Chartres-sud, de la commission chargée de vérifier l'exactitude des réclamations produites à l'enquête ouverte à l'effet de constater les charges résultant de l'occupation du territoire par les troupes allemandes.

#### Sénateur d'Eure-et-Loir
Appuyé par le Comité Agricole de Chartres, il est élu, en même temps qu'Émile Labiche (501 voix), en janvier 1885, sénateur d'Eure-et-Loir, recueillant 418 voix, l'emportant sur le sénateur sortant Jacques Delacroix qui recueille 269 voix. Dans une lettre publiée aussitôt après son élection, il appelle à l'union des paysans : "Nous sommes vingt-cinq millions de paysans ; nous sommes le nombre puissant par le suffrage universel ; unissons-nous, entendons-nous en faisant valoir les intérêts et les droits de l'agriculture, nous aurons rendu service à la République et à la Patrie."
Au Sénat, il siège à gauche et participe à quelques débats, prononçant notamment un discours sur les droits douaniers du maïs.

### Décès et testament
Il meurt d'un cancer de l'estomac à son domicile de Nogent-le-Phaye, place du Tertre, le 23 octobre 1885, après quelques mois de mandat sénatorial seulement et pour lequel Pierre Dreux lui succédera.
Dans son testament olographe du 19 octobre 1885, il lègue notamment 500 francs au bureau de bienfaisance de Nogent-le-Phaye et la même somme aux deux filles de son ami Coudray, directeur de l'Union Agricole. Le règlement de sa succession révèle un important patrimoine évalué à plus de 200 000 francs, comprenant notamment plus de 46 hectares de terre à Nogent-le-Phaye, Sours, Coltainville, Boisville-la-Saint-Père et Chartres.

### Obsèques
Ses obsèques ont lieu le lundi 26 octobre 1885 à Nogent-le-Phaye, en présence notamment du sénateur Émile Labiche, d'Alphonse Coudray, directeur de l'Union agricole et des quatre députés d'Eure-et-Loir. Des allocutions sont prononcées par Pierre Roussille, du Comice agricole de Chartres, Alphonse Coudray et Charles Lemarié, son camarade de collège, maire de Montlandon (Eure-et-Loir).
Émile Lelong, président du Comice agricole de Chartres, publiera un article lui rendant hommage dans le Journal de Chartres du 29 octobre 1885.

### Descendance
Célibataire, il laisse une fille naturelle reconnue : Rosine, née le 13 novembre 1847 à Paris 11e arrondissement, fille de Marie Louise Joséphine Hecquet. Celle-ci se marie à Paris 14e arrondissement le 12 mars 1888 avec Jules Eugène Prieur (1839-1908), ancien principal du collège de Chartres, officier de l'instruction publique, veuf, père d'une fille, épouse d'Henri Carreau, pharmacien à Paris. Jules Eugène Prieur reprendra, en 1893, la direction du journal l'Union Agricole, mais une maladie des yeux l'obligea au bout de six mois à résigner ses fonctions de directeur-gérant. En 1908, Rosine Jumeau-Prieur vit à Chartres 7, rue Daniel Boutet.

### Hommage
- Après sa mort, une souscription fut ouverte pour lui élever un monument. Parmi les souscripteurs, on trouve les sénateurs Émile Labiche, Pierre Dreux-Linget, les députés Noël Parfait, Pol Maunoury, Émile Millochau et Paul Deschanel.

L'inauguration du monument élevé à sa mémoire a lieu le mardi 26 octobre 1886 au cimetière de Nogent-le-Phaye, après un service religieux à l'église. Ce monument en granit d'Alençon a été édifié par M. Bouthemard, entrepreneur à Chartres.
Sur sa façade sont gravés ces mots :
```
 
À FERDINAND JUMEAU
 sénateur d'Eure-et-Loir l'agriculture reconnaissante, ses amis et sa famille 
20 mars 1824
 - 
23 octobre 1885
. Bon, modeste, dévoué, sans ambition.
```

- Dans une lettre datée du 28 juin 1886, Rosine Jumeau parle ainsi son père[22] :

« Sans aucune ambition personnelle, il a pris des intérêts de son pays, et de ceux de l'agriculture, plus de souci que des siens propres. Combien de fois ne l'ai-je pas vu, dans le journal qu'il a fondé, s'appliquer à rendre, dans un style toujours clair, sous une forme accessible à toutes les intelligences, et souvent attrayante, les conseils qu'il jugeait les plus favorables aux progrès de la culture. En 1870, je l'ai vu verser des larmes sur les malheurs de la Patrie et s'offrir bien que âgé de 46 ans à marcher à sa défense. Je l'ai vu déplorer les fautes de la France, mais non jamais désespérer d'elle... »

## Sources
- Article de Ferdinand Jumeau « Une révolution en Beauce », parue dans l'Almanach du Glaneur, année 1877.
- Dossier concernant l'Union Agricole, archives départementales d'Eure-et-Loir, cote 2 T 25.
- Dossier des élections sénatoriales 1885, archives départementales d'Eure-et-Loir, cote 3 M 149.
- Obsèques de M. Jumeau et hommages, le Journal de Chartres du 29 octobre 1885.